# Patrick Marber
Patrick Marber (* 19. září 1964, Londýn) je britský dramatik, scenárista, herec a režisér.

## Život
Vystudoval angličtinu na Wadham College v Oxfordu. Nejprve působil jako herec stand-up komedií a psal rozhlasové a televizní skeče. Royal National Theatre u něho objednalo divadelní hru. Tak byla na počátku roku 1995 napsána a v únoru téhož roku uvedena hra Dealer's Choice. Marber se sám ujal její režie. Hra měla úspěch a obdržela cenu Evening Standard Award za nejlepší komedii. Její druhé uvedení ve West Endu bylo rovněž oceněno Writers Guild Award. Druhá Marberova hra Na dotek (Closer, 1997) byla rovněž úspěšná a v roce 2004 byla zfilmována.

## Dílo

### Divadelní hry
- Dealer's Choice (1995) - divadelní hra z prostředí hazardních hráčů pokeru [p 1]
- After Miss Julie (1995) - zpracování hry Augusta Strindberga Slečna Julie
- Closer (Na dotek, 1997) - Evening Standard Award a Lawrence Olivier Award
- Howard Katz (2001)
- The Musicians (Muzikanti, 2004)
- Don Juan in Soho (Don Juan v Soho, 2006) (podle Molièrova Dona Juana)

### Filmové scénáře
- Na dotek (Closer, 2004)
- Zápisky o skandálu (Notes on a Scandal, 2006) - film byl oceněn cenou cenou British Independent Film Awards a byl nominován na Oscara.